# 宇和島別当インターチェンジ

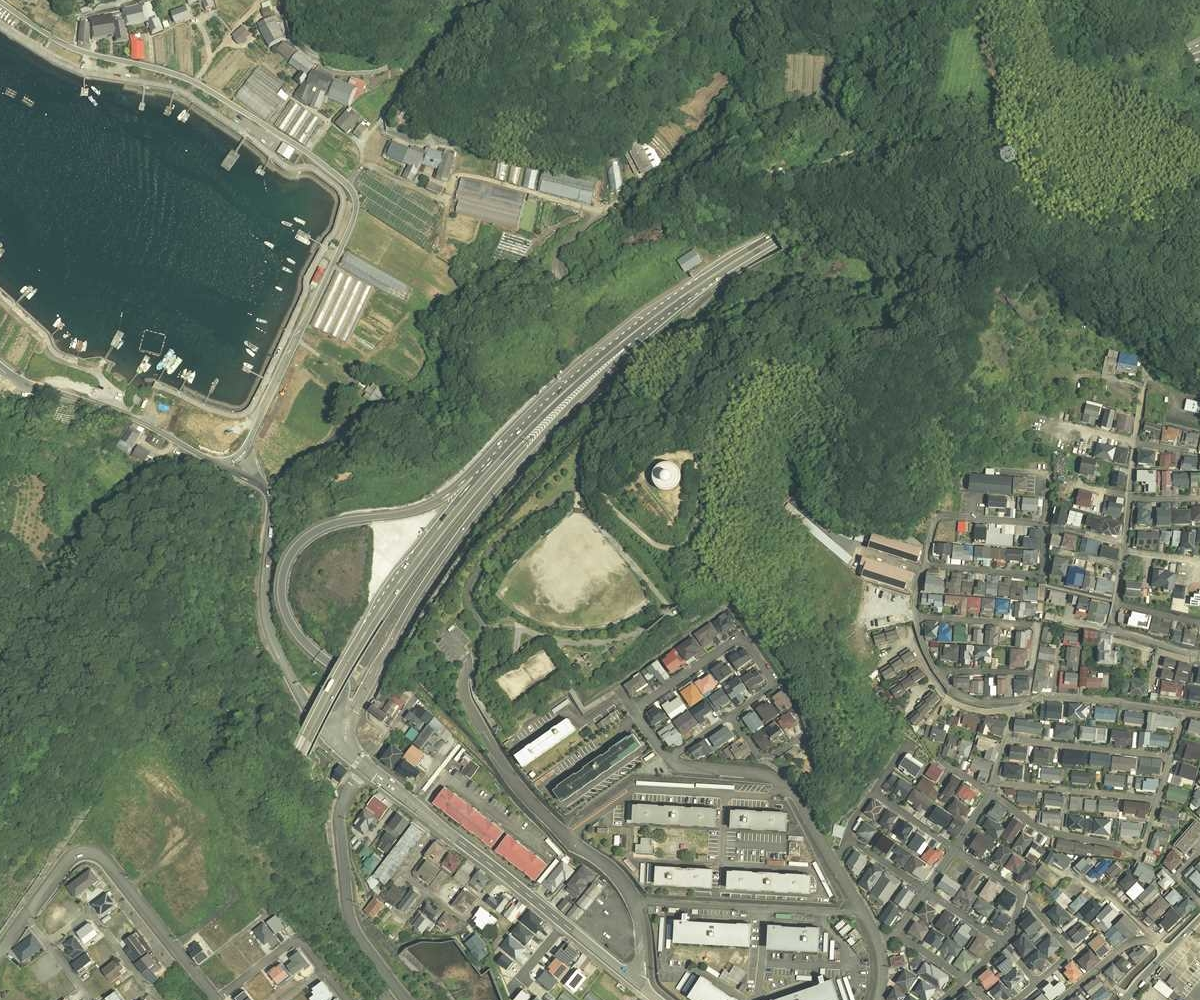

宇和島別当インターチェンジ（うわじまべっとうインターチェンジ）は、愛媛県宇和島市坂下津にある、松山自動車道（宇和島道路）のインターチェンジである。

## 概要
当ICは、宇和島北IC方面出入口のみのハーフインターチェンジであり、宇和島北IC - 津島岩松IC間は、高速自動車国道に並行する一般国道自動車専用道路であり、通行料金は無料となっている。

## 歴史
- 1984年（昭和59年）
  - 1984年度（昭和59年度） : 宇和島南IC - 宇和島北IC間が事業化[1]。
  - 4月 : 宇和島南IC - 宇和島北IC間の都市計画決定[1]。
- 1985年度（昭和60年度） : 宇和島南IC - 宇和島北IC間の用地買収に着手[1]。
- 1987年度（昭和62年度） : 宇和島南IC - 宇和島北IC間が着工[1]。
- 1998年（平成10年）3月20日 : 宇和島南IC - 宇和島坂下津IC間の開通に伴い供用開始[2]。

## 周辺
- 尾串保育園
- 愛媛県立宇和島水産高等学校
- 愛媛県立宇和島南中等教育学校
- 宇和島市立城東中学校
- 明倫幼稚園
- 宇和島市立城南中学校
- 宇和島市立鶴島小学校

## 接続する道路
- 宇和島市道

## 隣
E56 松山自動車道（宇和島道路）
（26）宇和島坂下津IC - （27）宇和島別当IC - （28）宇和島南IC